# Lista planetelor minore/190201–190300
Aceasta este Lista planetelor minore/190201–190300; pentru a naviga prin lista completă vezi Lista planetelor minore.
Pentru ale detalii vezi și Proiect:Astronomie sau Portal:Astronomie.
| Nume     | Denumire provizorie | Data descoperirii  | Locul descoperirii      | Descoperitor(i)                                        |
| -------- | ------------------- | ------------------ | ----------------------- | ------------------------------------------------------ |
| 190201 - | 2005 YX145          | 29 decembrie 2005  | Socorro                 | LINEAR                                                 |
| 190202 - | 2005 YS155          | 25 decembrie 2005  | Anderson Mesa           | LONEOS                                                 |
| 190203 - | 2005 YA158          | 27 decembrie 2005  | Kitt Peak               | Spacewatch                                             |
| 190204 - | 2005 YV163          | 28 decembrie 2005  | Palomar                 | NEAT                                                   |
| 190205 - | 2005 YP207          | 28 decembrie 2005  | Kitt Peak               | Spacewatch                                             |
| 190206 - | 2005 YC233          | 28 decembrie 2005  | Kitt Peak               | Spacewatch                                             |
| 190207 - | 2005 YF269          | 25 decembrie 2005  | Mount Lemmon            | Mount Lemmon Survey⁠(d)                                 |
| 190208 - | 2006 AQ             | 2 ianuarie 2006    | Mauna Kea⁠(d)            | D. J. Tholen⁠(d)                                        |
| 190209 - | 2006 AA21           | 5 ianuarie 2006    | Catalina                | CSS                                                    |
| 190210 - | 2006 AS66           | 9 ianuarie 2006    | Kitt Peak               | Spacewatch                                             |
| 190211 - | 2006 BY20           | 22 ianuarie 2006   | Mount Lemmon            | Mount Lemmon Survey⁠(d)                                 |
| 190212 - | 2006 BY45           | 23 ianuarie 2006   | Mount Lemmon            | Mount Lemmon Survey                                    |
| 190213 - | 2006 BL66           | 23 ianuarie 2006   | Kitt Peak               | Spacewatch                                             |
| 190214 - | 2006 BQ90           | 25 ianuarie 2006   | Kitt Peak               | Spacewatch                                             |
| 190215 - | 2006 BR92           | 26 ianuarie 2006   | Mount Lemmon            | Mount Lemmon Survey⁠(d)                                 |
| 190216 - | 2006 BD114          | 25 ianuarie 2006   | Kitt Peak               | Spacewatch                                             |
| 190217 - | 2006 BY209          | 31 ianuarie 2006   | Kitt Peak               | Spacewatch                                             |
| 190218 - | 2006 BV223          | 30 ianuarie 2006   | Kitt Peak               | Spacewatch                                             |
| 190219 - | 2006 CG53           | 4 februarie 2006   | Kitt Peak               | Spacewatch                                             |
| 190220 - | 2006 CC54           | 4 februarie 2006   | Catalina                | CSS                                                    |
| 190221 - | 2006 DM12           | 21 februarie 2006  | Mount Lemmon            | Mount Lemmon Survey⁠(d)                                 |
| 190222 - | 2006 DE34           | 20 februarie 2006  | Kitt Peak               | Spacewatch                                             |
| 190223 - | 2006 DA35           | 20 februarie 2006  | Kitt Peak               | Spacewatch                                             |
| 190224 - | 2006 DW66           | 22 februarie 2006  | Anderson Mesa           | LONEOS                                                 |
| 190225 - | 2006 DA82           | 24 februarie 2006  | Kitt Peak               | Spacewatch                                             |
| 190226 - | 2006 DL120          | 21 februarie 2006  | Catalina                | CSS                                                    |
| 190227 - | 2006 DV201          | 20 februarie 2006  | Socorro                 | LINEAR                                                 |
| 190228 - | 2006 EB10           | 2 martie 2006      | Kitt Peak               | Spacewatch                                             |
| 190229 - | 2006 OO5            | 19 iulie 2006      | Palomar                 | NEAT                                                   |
| 190230 - | 2006 TD104          | 15 octombrie 2006  | Kitt Peak               | Spacewatch                                             |
| 190231 - | 2006 UC143          | 19 octombrie 2006  | Kitt Peak               | Spacewatch                                             |
| 190232 - | 2006 VF54           | 11 noiembrie 2006  | Kitt Peak               | Spacewatch                                             |
| 190233 - | 2007 AK2            | 1 ianuarie 2007    | Palomar                 | NEAT                                                   |
| 190234 - | 2007 BW6            | 17 ianuarie 2007   | Kitt Peak               | Spacewatch                                             |
| 190235 - | 2007 BL74           | 17 ianuarie 2007   | Kitt Peak               | Spacewatch                                             |
| 190236 - | 2007 BF78           | 27 ianuarie 2007   | Kitt Peak               | Spacewatch                                             |
| 190237 - | 2007 DM10           | 17 februarie 2007  | Kitt Peak               | Spacewatch                                             |
| 190238 - | 2007 DL43           | 17 februarie 2007  | Catalina                | CSS                                                    |
| 190239 - | 2007 DT44           | 17 februarie 2007  | Catalina                | CSS                                                    |
| 190240 - | 2007 DP52           | 19 februarie 2007  | Mount Lemmon            | Mount Lemmon Survey⁠(d)                                 |
| 190241 - | 2007 DS57           | 21 februarie 2007  | Mount Lemmon            | Mount Lemmon Survey                                    |
| 190242 - | 2007 DA60           | 21 februarie 2007  | Kitt Peak               | Spacewatch                                             |
| 190243 - | 2007 EJ36           | 11 martie 2007     | Anderson Mesa           | LONEOS                                                 |
| 190244 - | 2007 EZ67           | 10 martie 2007     | Kitt Peak               | Spacewatch                                             |
| 190245 - | 2007 EW74           | 10 martie 2007     | Kitt Peak               | Spacewatch                                             |
| 190246 - | 2007 EN139          | 12 martie 2007     | Kitt Peak               | Spacewatch                                             |
| 190247 - | 2007 EG173          | 14 martie 2007     | Kitt Peak               | Spacewatch                                             |
| 190248 - | 2007 EJ182          | 14 martie 2007     | Kitt Peak               | Spacewatch                                             |
| 190249 - | 2007 ED200          | 11 martie 2007     | Kitt Peak               | Spacewatch                                             |
| 190250 - | 2007 EZ217          | 9 martie 2007      | Mount Lemmon            | Mount Lemmon Survey⁠(d)                                 |
| 190251 - | 2007 GL             | 7 aprilie 2007     | Mount Lemmon            | Mount Lemmon Survey                                    |
| 190252 - | 2007 GA33           | 11 aprilie 2007    | Kitt Peak               | Spacewatch                                             |
| 190253 - | 2007 GX33           | 11 aprilie 2007    | Siding Spring           | SSS                                                    |
| 190254 - | 2007 GR44           | 14 aprilie 2007    | Kitt Peak               | Spacewatch                                             |
| 190255 - | 2007 HG             | 16 aprilie 2007    | 7300 Observatory⁠(d)     | W. K. Y. Yeung                                         |
| 190256 - | 2007 HV32           | 19 aprilie 2007    | Kitt Peak               | Spacewatch                                             |
| 190257 - | 2007 HP40           | 20 aprilie 2007    | Kitt Peak               | Spacewatch                                             |
| 190258 - | 2007 HC67           | 22 aprilie 2007    | Mount Lemmon            | Mount Lemmon Survey⁠(d)                                 |
| 190259 - | 2007 JX6            | 9 mai 2007         | Mount Lemmon            | Mount Lemmon Survey                                    |
| 190260 - | 2007 JM12           | 7 mai 2007         | Catalina                | CSS                                                    |
| 190261 - | 2007 JV44           | 10 mai 2007        | Mount Lemmon            | Mount Lemmon Survey⁠(d)                                 |
| 190262 - | 2007 LA37           | 12 iunie 2007      | Kitt Peak               | Spacewatch                                             |
| 190263 - | 2007 MF4            | 16 iunie 2007      | Kitt Peak               | Spacewatch                                             |
| 190264 - | 2007 NE2            | 7 iulie 2007       | Marly⁠(d)                | P. Kocher                                              |
| 190265 - | 2007 TC149          | 8 octombrie 2007   | Socorro                 | LINEAR                                                 |
| 190266 - | 2007 UU32           | 19 octombrie 2007  | Mount Lemmon            | Mount Lemmon Survey⁠(d)                                 |
| 190267 - | 2007 VL6            | 3 noiembrie 2007   | Mount Lemmon            | Mount Lemmon Survey                                    |
| 190268 - | 2007 XU3            | 5 decembrie 2007   | Catalina                | CSS                                                    |
| 190269 - | 2008 EL64           | 9 martie 2008      | Mount Lemmon            | Mount Lemmon Survey⁠(d)                                 |
| 190270 - | 2008 FM101          | 30 martie 2008     | Kitt Peak               | Spacewatch                                             |
| 190271 - | 2008 HG5            | 24 aprilie 2008    | Kitt Peak               | Spacewatch                                             |
| 190272 - | 2008 NO2            | 9 iulie 2008       | OAM⁠(d)                  | La Sagra⁠(d)                                            |
| 190273 - | 2822 P-L            | 24 septembrie 1960 | Palomar                 | C. J. van Houten, I. van Houten-Groeneveld, T. Gehrels |
| 190274 - | 3117 P-L            | 24 septembrie 1960 | Palomar                 | C. J. van Houten, I. van Houten-Groeneveld, T. Gehrels |
| 190275 - | 4275 P-L            | 24 septembrie 1960 | Palomar                 | C. J. van Houten, I. van Houten-Groeneveld, T. Gehrels |
| 190276 - | 4548 P-L            | 24 septembrie 1960 | Palomar                 | C. J. van Houten, I. van Houten-Groeneveld, T. Gehrels |
| 190277 - | 6227 P-L            | 24 septembrie 1960 | Palomar                 | C. J. van Houten, I. van Houten-Groeneveld, T. Gehrels |
| 190278 - | 2217 T-2            | 29 septembrie 1973 | Palomar                 | C. J. van Houten, I. van Houten-Groeneveld, T. Gehrels |
| 190279 - | 5143 T-2            | 25 septembrie 1973 | Palomar                 | C. J. van Houten, I. van Houten-Groeneveld, T. Gehrels |
| 190280 - | 2142 T-3            | 16 octombrie 1977  | Palomar                 | C. J. van Houten, I. van Houten-Groeneveld, T. Gehrels |
| 190281 - | 3525 T-3            | 16 octombrie 1977  | Palomar                 | C. J. van Houten, I. van Houten-Groeneveld, T. Gehrels |
| 190282 - | 1989 UQ3            | 26 octombrie 1989  | Palomar                 | E. F. Helin                                            |
| 190283 - | 1991 RE3            | 12 septembrie 1991 | Observatorul Tautenburg | F. Börngen, L. D. Schmadel                             |
| 190284 - | 1991 TN16           | 6 octombrie 1991   | Palomar                 | A. Lowe⁠(d)                                             |
| 190285 - | 1993 FH8            | 17 martie 1993     | La Silla                | UESAC⁠(d)                                               |
| 190286 - | 1993 FV9            | 17 martie 1993     | La Silla                | UESAC                                                  |
| 190287 - | 1993 FR54           | 17 martie 1993     | La Silla                | UESAC                                                  |
| 190288 - | 1994 PG12           | 10 august 1994     | La Silla                | E. W. Elst                                             |
| 190289 - | 1994 PR15           | 10 august 1994     | La Silla                | E. W. Elst                                             |
| 190290 - | 1994 SZ             | 27 septembrie 1994 | Kitt Peak               | Spacewatch                                             |
| 190291 - | 1995 OD6            | 22 iulie 1995      | Kitt Peak               | Spacewatch                                             |
| 190292 - | 1995 OO7            | 24 iulie 1995      | Kitt Peak               | Spacewatch                                             |
| 190293 - | 1995 OU10           | 22 iulie 1995      | Kitt Peak               | Spacewatch                                             |
| 190294 - | 1995 QC6            | 22 august 1995     | Kitt Peak               | Spacewatch                                             |
| 190295 - | 1995 SQ27           | 19 septembrie 1995 | Kitt Peak               | Spacewatch                                             |
| 190296 - | 1995 SG46           | 26 septembrie 1995 | Kitt Peak               | Spacewatch                                             |
| 190297 - | 1995 UL43           | 24 octombrie 1995  | Kitt Peak               | Spacewatch                                             |
| 190298 - | 1995 WW33           | 20 noiembrie 1995  | Kitt Peak               | Spacewatch                                             |
| 190299 - | 1996 AK3            | 13 ianuarie 1996   | Kiso                    | Kiso                                                   |
| 190300 - | 1996 RV             | 10 septembrie 1996 | Haleakalā               | NEAT                                                   |